# ヌル・ミスアリ

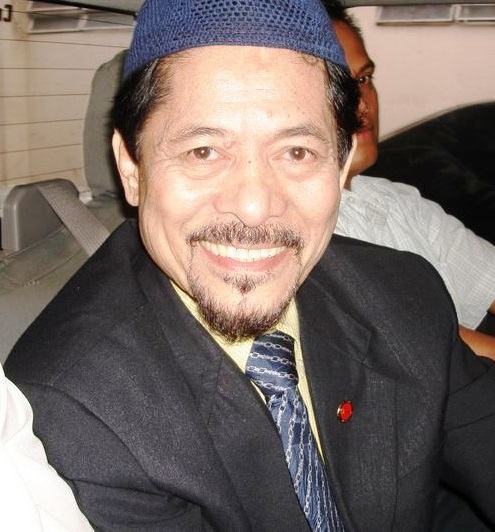
ヌル・ミスアリ

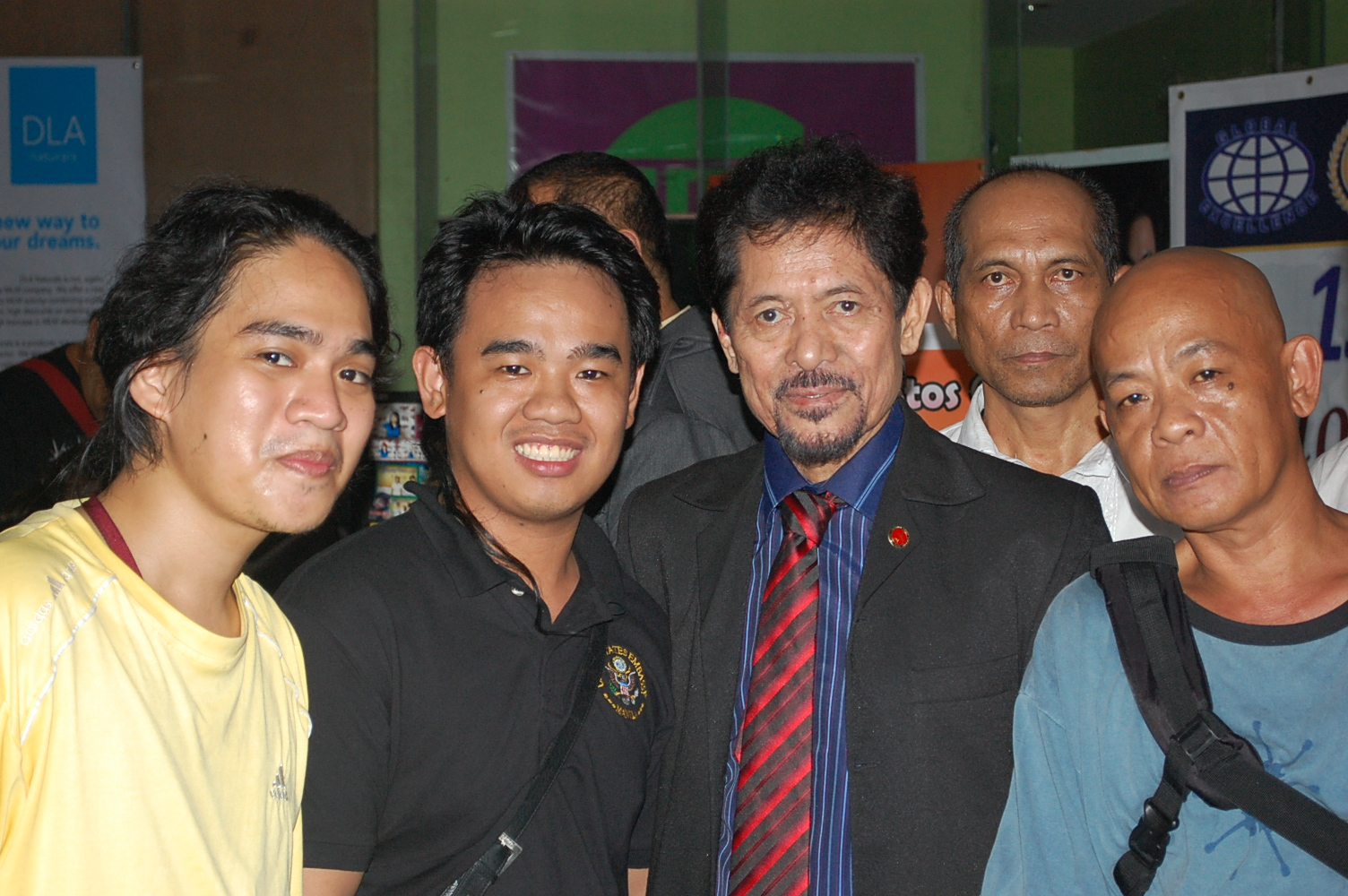
前列の、右から二人目がヌル・ミスアリ

ヌル・ミスアリ（Nur Misuari、1939年3月3日 - ）は、1970年に結成されたフィリピンの武装組織、モロ民族解放戦線（MNLF）の初代議長、後に政治家。

## 経歴

### 武装闘争のリーダーとして
1960年代にフィリピン南部へキリスト教徒の入植が進むと、元々居住していたイスラム教徒との軋轢が生まれ、イスラム教徒による独立運動が活発になった。当時、ミスアリはフィリピン大学で講師を務めていたが、イスラム独立運動に参画。マレーシアでの軍事訓練を経て帰国後、1970年にモロ民族解放戦線の議長に就任し、フィリピン政府との交渉や武装闘争を指揮することとなった。
1976年には、政府との停戦に一旦は合意（トリポリ協定）するものの、住民投票をめぐり、和平を決裂。一方で、組織内部の引き締めに失敗し、路線対立が激化、1984年には、モロ・イスラム解放戦線との分裂などを生じさせた。

### 政治家としての成功
1986年に革命が発生し、コラソン・アキノ大統領が政権を握ると、再び和平交渉を活発化。政府が憲法にイスラム教徒の自治に関する規定が盛り込むなど軟化姿勢を見せたことから、和解に応じ独立放棄を決定。新たに成立したイスラム教徒ミンダナオ自治地域への関与を通じ、フィリピン政府との繋がりを深め、徐々に政治の表舞台に立つようになる。
1996年、イスラム教徒ミンダナオ自治地域の知事選挙に与党から立候補し当選。同年、南部フィリピン平和開発評議会議長にも就任した。

### 失脚と潜伏
モロ・イスラム解放戦線の活動は残るものの、モロ民族解放戦線が事実上与党化したことから、治安が急速に回復し、経済活動も活発となった。こうした急速な発展はミスアリに権限が過度に集中することに繋がり、政治腐敗や汚職の噂も絶えない状況となったことから、政府与党内ばかりか、モロ民族解放戦線内部でも懸念材料となった。
民族解放戦線では、ミスアリを名誉議長職に追いやるとともに、与党側も2001年の知事選に民族解放戦線の副議長を擁立するなど露骨なミスアリ外しに掛かる。同年、ミスアリは事態を打開するために武装蜂起に打って出るものの、民族解放戦線内での支持は得られず、マレーシア（サバ州）で逮捕され反乱罪で起訴されている。
2007年、獄中からスールー州知事選に立候補し敗退。当選者に4倍近い大差をつけられるなど、かつての面影は失われている。
2013年9月9日、モロ民族解放戦線のミスアリ派部隊がミンダナオ島南部の商業都市サンボアンガ市内の海岸部から侵入。沿岸部の集落を占拠し、住民を楯にしてフィリピン軍と対峙した。一連の戦闘は同年9月中にほぼ終了し、政府軍の発表によると、サンボアンガ住民の1割、約10万人が避難する中で行われ、同年9月末までの死者数は解放戦線側183人以上、政府側（国軍、警察官）34人以上、このほか解放戦線側は300人前後の拘束者を出し大打撃を受けた。ミスアリは、停戦交渉の仲介をするとしてサンボアンガに赴いたまま行方不明となっており、組織幹部のハビエル・マリクと共に国内南部の別の地域に潜伏中と見られている。

## 主な受賞歴
- 1997年 ユネスコ・ウフェボワニ平和賞受賞（フィデル・ラモス大統領（当時）と同時受賞）